# OTDBase
OTDBASE est un service en ligne d'indexation des articles de recherche publiés en ergothérapie.
Créée au Canada, cette base de données contient les métadonnées, y compris les résumés, de plusieurs milliers d'articles. Il s'agit du seul index de résumés de recherche en ergothérapie disponible sur Internet. Il répertorie les articles parus dans plus de 20 journaux d'ergothérapie depuis 1970.